# 贝尔斯希尔

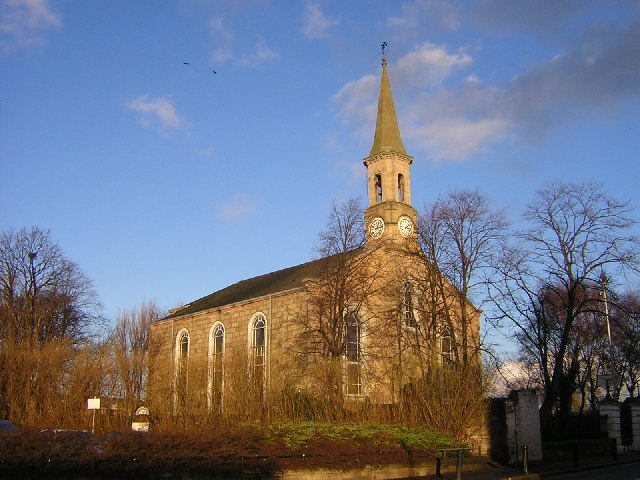
贝尔斯希尔的圣安德鲁教堂

贝尔斯希尔（Bellshill），英国苏格兰北拉纳克郡的一个小镇，2001年有人口20,750，属于大格拉斯哥范围内。
这个小镇最引人注意之处却是因为它是拉纳克郡妇产科医院所在地，所以过去几十年内很多格拉斯哥范围内的著名人物都出生于此。其中包括三位极其著名的足球教练、多名著名足球运动员、流行歌手希纳·伊斯顿和英国政府的内政大臣、外交大臣等。

## 在此地出生的著名人士（按出生时间先后）
- 爵士，曼联足球俱乐部传奇主帅，执教二十六年。
- ，利物浦足球俱乐部著名主教练，执教十五年。
- ，凯尔特人足球俱乐部和苏格兰国家队著名主教练。
- ，著名足球运动员、主教练。
- 克雷格·布朗（英语：Craig Brown (footballer)），苏格兰国家队主教练，率球队参加了1998年法国世界杯。
- ，已故英国政治家，曾担任英国外交部大臣。
- 博士，英国政治家，曾担任苏格兰部、国防部和内政部大臣。
- ，著名足球运动员，共为格拉斯哥流浪者攻入355球，为球队历史最高。退役后成为知名体育节目明星和评论员。
- ，著名足球运动员，曾效力于曼联，现担任曼联青年学院教练。
- ，已故足球运动员，生前最後效力馬瑟韋爾。
- ，现役足球运动员，格拉斯哥流浪者和苏格兰国家队队长。

55°49′14″N 4°01′42″W / 55.8206°N 4.0283°W